# 兵庫県道369号大和北条停車場線
兵庫県道369号大和北条停車場線（ひょうごけんどう369ごう やまとほうじょうていしゃじょうせん）は、兵庫県多可郡多可町から加西市に至る一般県道である。

## 概要
多可郡多可町八千代区大和から加西市北条町北条に至る。

### 路線データ
- 起点：多可郡多可町八千代区大和（兵庫県道34号西脇八千代市川線交点）
- 終点：加西市北条町北条（兵庫県道23号三木宍粟線上）
- 総延長：10.654 km

## 路線状況

### 重複区間
- 兵庫県道24号多可北条線（加西市北条町横尾・横尾第2交差点 - 加西市北条町北条）
- 兵庫県道23号三木宍粟線（加西市北条町北条）

### 道路施設

#### 橋梁
- 落合橋（万願寺川、加西市）
- 柳田橋（加西市）
- 溝川橋（手前川、加西市、兵庫県道24号多可北条線重複区間内）

## 地理

### 通過する自治体
- 多可郡多可町
- 加西市

### 交差する道路
| 交差する道路                                                            | 市町村名 | 市町村名 | 交差する場所 | 交差する場所  |
| ----------------------------------------------------------------------- | -------- | -------- | ------------ | ------------- |
| 兵庫県道34号西脇八千代市川線                                            | 多可郡   | 多可町   | 八千代区大和 | 起点          |
| 兵庫県道145号下滝野市川線                                               | 加西市   | 加西市   | 広原町       | 広原交差点    |
| 兵庫県道24号多可北条線 重複区間起点 兵庫県道371号高岡北条線 重複        | 加西市   | 加西市   | 北条町横尾   | 横尾第2交差点 |
| 兵庫県道23号三木宍粟線 重複区間起点 兵庫県道24号多可北条線 重複区間終点 | 加西市   | 加西市   | 北条町北条   |               |
| 兵庫県道23号三木宍粟線 重複区間終点                                     | 加西市   | 加西市   | 北条町北条   | 終点          |

### 沿線
- 北条鉄道北条線 北条町駅